# Nyarroh
Nyarroh (còn được gọi là Nyaloh, Nyarroh của Bandasuma hoặc Nữ hoàng Nyarroh) là một nữ lãnh đạo Mende ở Bandasuma, ở quốc gia Sierra Leone ngày nay. Ít được ghi lại về Nyarroh trước những năm 1880; tuy nhiên, các báo cáo của Anh trong những năm 1880 coi bà là một trong những thủ lĩnh chính trong khu vực có quyền kiểm soát các con đường quan trọng từ bờ biển đến các khu vực nội địa của quốc gia châu Phi chịu ảnh hưởng bởi Anh. Vị trí của Nyarroh tại một thời điểm quan trọng đã khiến cô phải tổ chức nhiều cuộc đàm phán giữa các sĩ quan Anh và các thủ lĩnh Mende trong nội địa nước này. Giống như nhiều thủ lĩnh Mende khác, cô đóng vai trò tích cực trong thời kỳ chiến tranh và năm 1887, cô bị bắt giam và giam giữ trong nhiều tháng. Cô đã ký một thỏa thuận hữu nghị với người Anh vào năm 1890 và trở thành một phần của chính quyền thuộc địa của họ cho đến khi bà qua đời vào năm 1914.

## Thủ tướng
Nyarroh là Thị trưởng của thị trấn Bandasuma (hiện đại Bandajuma) và đã đạt được kiểm soát các vùng đất khác để trở thành người đứng đầu của toàn bộ Barrie khu vực trên sông Moa trong nước ngày nay của Sierra Leone. Không có nhiều điều được ghi lại về cuộc sống của Nyarroh trước năm 1885 khi cô trở thành người trung gian chính trong các nỗ lực của Anh trong nội địa Sierra Leone.
Lịch sử truyền miệng nói rằng Nyarroh trở thành tù trưởng của Bandasuma sau cái chết của chồng Kahjay, người đứng đầu làng này. Cô mở rộng quyền kiểm soát của mình trên một vùng đất rộng lớn hơn và trở thành người đứng đầu của toàn bộ vùng Barrie. Hầu hết sự bổ sung là kết quả của một món quà từ Boakie Gomna, người đứng đầu Tunkia, người đã trở thành người yêu của Nyarroh sau cái chết của chồng cô. Một truyền thống truyền miệng riêng biệt khác cho rằng cô tại một thời điểm kiểm soát đất ở phía đông của sông Moa (vùng đất xung quanh khu bảo tồn động vật hoang dã hiện đại của đảo Tiwai), nhưng vùng đất đó cũng được tặng cho một tù trưởng khác cũng trở thành người yêu của cô sau này 
Vùng Barrie do Nyarroh kiểm soát đã giáp với thủ lĩnh Tunkia ở phía bắc và sông Moa ở phía Tây. Khu vực này đạt được có ý nghĩa với những nỗ lực của Anh để đưa đất nước nội chiến Mende vào chính quyền thuộc địa của nó bởi vì nó đang ở một ngã tư quan trọng hàng đầu đến từ các thị trấn ven biển đến Mende quan trọng trong quốc gia này.
Mặc dù trong các báo cáo chính thức của Anh, cô được gọi là Nữ hoàng Nyarroh, điều này có khả năng là do các sĩ quan Anh sử dụng bừa bãi danh hiệu khi làm việc với chính quyền bản địa,  và cô là một thủ lĩnh dưới quyền của Mendengla, một trong bốn người vua Mende chính. Uy quyền của cô được thể hiện giữa các nhà sử học khác nhau với Arthur Abraham tuyên bố rằng Nyarroh đã thấy tăng sức mạnh chủ yếu để phục vụ nỗ lực thực dân Anh và cô ấy đã hạn chế sức mạnh trước khi tham gia vào thực dân Anh. Ngược lại, Lynda R. Day lập luận rằng Nyarroh có thể đóng vai trò trung gian độc lập nhất giữa người Anh và người bản địa vì phụ nữ có vai trò truyền thống là người trung gian trong xã hội Mende.

## Người hòa giải
Nyarroh trở nên quan trọng trong các báo cáo của Anh như là một lực lượng trung gian quan trọng trong các cuộc đàm phán giữa người Anh, người đứng đầu bờ biển và người đứng đầu trong nội địa của quốc gia này trong những năm 1880 và 1890.
Sự tham gia được ghi nhận đầu tiên của cô là với Nyarroh với tư cách là thủ lĩnh chủ chốt làm trung gian cho cuộc chiến giành quyền kiểm soát vương quốc Massaquoi, một địa điểm quan trọng trên sông Moa ở giữa các tù trưởng ven biển và các thủ lĩnh nội địa. Hai thủ lĩnh đang cố gắng giành quyền kiểm soát vương quốc với Boakie Gomna được hỗ trợ bởi các thủ lĩnh nội địa, bao gồm Jabati, Nyarroh và Mendengla. Fawundu, ngược lại, được hỗ trợ bởi các thủ lĩnh ven biển như Momo Kai Kai và những người khác. Hầu hết các thủ lĩnh ven biển đều thuộc các Hiệp ước bảo vệ của Anh và vì vậy khi các cộng đồng này bắt đầu bị tấn công trong cuộc đấu tranh, người Anh đã gửi các sĩ quan đến khu vực của các thủ lĩnh nội địa để đàm phán chấm dứt bạo lực. Nhiệm vụ tiến vào Bandasuma nơi họ báo cáo rằng Nyarroh nói tiếng Anh khá tốt và cô sẵn sàng tổ chức một cuộc họp giữa Samuel Rowe, thống đốc lãnh thổ Anh và nhiều thủ lĩnh của nội địa. Nyarroh dọn đường cho Rowe đến và tổ chức các cuộc họp ở Bandasuma trong hai tuần. Vì Mendengla không tham dự, cô đã sắp xếp để có những người đưa tin giữ anh ta liên lạc trong suốt cuộc họp. Rowe đã thuyết phục nhiều thủ lĩnh của nội địa ký các thỏa thuận hòa bình với các thủ lĩnh ven biển. Mendengla không ký thỏa thuận nhưng cũng không ngăn cản chữ ký của các thủ lĩnh trong khu vực.
Tuy nhiên, sau thỏa thuận hòa bình này, Kubah, một chỉ huy chiến tranh (một lính đánh thuê kiểm soát quân đội của chính mình và liên kết với các nhà lãnh đạo khác nhau), một trong những người tham gia chính trong cuộc xung đột ở vương quốc Massaquoi đã buồn bã vì cơ hội bị đánh bại điều này sẽ cung cấp cho anh ta. Nhận thức như một mối đe dọa cho sự cai trị của mình, Nyarroh đã giết Kubah vào tháng 11 năm 1885 tại Bandasuma. Một thủ lĩnh chiến tranh khác, Ndawa, từng là đồng minh chủ chốt của Kubah (anh trai trong một số báo cáo) và vì vậy, bắt đầu một loạt các chiến dịch chống lại Nyarroh để trả thù cho cái chết của Kubah. Vào ngày 11 tháng 4 năm 1887, Ndawa đã thành công bằng cách sa thải Bandasuma và bắt con tin Nyarroh. Người Anh đóng vai trò tích cực trong việc cố gắng đàm phán việc thả cô khỏi Ndawa nhưng Ndawa từ chối hầu hết các động thái của thực dân Anh Thông tin về việc phóng thích của cô không được ghi lại nhưng cô đã được thả ra và trở lại với tư cách là người đứng đầu Barri vào năm 1888. Trong những năm sau đó, Bandasuma trở thành một địa điểm trung lập quan trọng cho các cuộc họp giữa người đứng đầu Anh và lãnh đạo nội địa dưới thời Mendengla. Điều này được tiếp nối với một cuộc họp năm 1893 do Nyarroh tổ chức giữa thống đốc lãnh thổ Anh, nay là Francis Fleming, và tất cả các thủ lĩnh của nội địa, bao gồm Mendengla.
Các cuộc họp này mang lại sự gia tăng dần sự nổi bật của Anh trong khu vực. Năm 1890, cô đã ký một hiệp ước hữu nghị với người Anh và kết quả là được cung cấp bởi một chính phủ Anh được ủy quyền là người đứng đầu khu vực. Bà vẫn là thủ lĩnh dưới sự cai trị của Anh cho đến khi bà qua đời vào năm 1914. Con gái bà theo bà làm tù trưởng nhưng tầm quan trọng của Bandasuma đã giảm đáng kể vào đầu thế kỷ 20.

### Trích dẫn
- Abraham, Arthur (1974). "Women chiefs in Sierra Leone: a historical reappraisal". Odu. Quyển 10. tr. 30–44cited in Day, Lynda R. (2007). "Nyarroh of Bandasuma, 1885-1914: A Reinterpretation of Female Chieftaincy in Sierra Leone". The Journal of African History 48 (3): 415-437{{Chú thích tạp chí}}:  Quản lý CS1: postscript (liên kết)
- Abraham, Arthur (1976). Topics in Sierra Leone history: A counter-colonial interpretation. London: Leone Publishing. Truy cập ngày 22 tháng 12 năm 2012.
- Day, Lynda R. (2007). "Nyarroh of Bandasuma, 1885-1914: A Reinterpretation of Female Chieftaincy in Sierra Leone". The Journal of African History. Quyển 48 số 3. tr. 415–437. doi:10.1017/S0021853707003258. (cần đăng ký mua)
- Day, Lynda R. (1994). "The evolution of female chiefship during the late nineteenth-century wars of the Mende". The International Journal of African Historical Studies. Quyển 27 số 3. tr. 481–503. JSTOR 220756. (cần đăng ký mua)
- Oates, John F. (1999). Myth and Reality in the Rain Forest: How Conservation Strategies are Failing in West Africa. Berkeley, CA: University of California Press. ISBN 978-0-520-22252-6. Truy cập ngày 22 tháng 12 năm 2012.  Oates, John F. (1999). Myth and Reality in the Rain Forest: How Conservation Strategies are Failing in West Africa. Berkeley, CA: University of California Press. ISBN 978-0-520-22252-6. Truy cập ngày 22 tháng 12 năm 2012.  Oates, John F. (1999). Myth and Reality in the Rain Forest: How Conservation Strategies are Failing in West Africa. Berkeley, CA: University of California Press. ISBN 978-0-520-22252-6. Truy cập ngày 22 tháng 12 năm 2012.